# Аир
Аир (тамашек језик: Ayăr, хауса језик: Azbin /Abzin) је троугласти планински венац у северном Нигеру који се пружа правцем север-југ 1500 m изнад пустиње Тенере (Сахара). Просечна висина му је од 500 до 900 m, а највиши плаински врх је Идоукалн-Тагес 2022 m на планини Багзане. Део екорегије западносахарских планинских сушних шума, они се уздижу на више од 1.800 m (5.900 ft) и простиру се на 84.000 km2 (32.000 sq mi).
На североистичној страни масива ветрови стварају пешчане дине високе до 400 m, а на западној страни се налазе многи планински вади. У многим оазама номадски бораве Туарези, а најпознатије оазе су Тамија, Иферуан и Табелот. На западним обронцима масива налазе се рудници уранијума Арлит.
Његова сахелска клима погодију развоју разних биљних и животињских врста (чак и средоземних врста на одређеној висини), пастирских и сточарских друштава, те обилује геолошким и археолошким локалитетима. На овом подручју се налазе многа праисторијска археолошка налазишта. Због тога је Резерват природе Аир планине, заједно са Резерватом природе пустиње Тенере уписан на УНЕСКО-в списак Светске баштине 1992. године, а већ следеће године је доспео на Списак угрожених места Светске баштине због опадања броја заштићених врста и општег губитка вегетације услед војних сукоба побуњених Туарега и грађанских немира.
Међу 165 врста биљака типичне су дивља маслина и сирак, а од животиња овде има станиште око 40 врста сисара и 18 врста гмизаваца. До 1980-их ту су имале станиште и угрожене врсте као што су: газела дама, газела доркас, берберска овца, адакс антилопа, ној и афрички дивљи пас, али је људским деловањем њихово станиште непознато, ако уопште и постоји.

## Геологија
Прекамбријске до кенозојске планине Аир састоје се од пералкалних гранита који изгледају тамне боје (што је неуобичајено, јер је већина гранитних маса светлих тонова на пољу). У пустињи Сахаре, такве планине се често истичу оштрим рељефом као топографска узвишења усред низија прекривених песком. Терен се састоји од високих платоа, планинских ланаца и широких, пешчаних долина и сезонских вадија у којима су некада биле реке. Подручја ових дубоких, често укрштаних, долина такође садрже водене наслаге глине и муља. Подземни водотокови у неким од ових долина и даље пружају оазу током целе године и сезонску вегетацију.
Саме планине Аир се састоје од девет готово кружних масива који се уздижу из стеновите висоравни, омеђене пешчаним динама и равницом пустиње Тенере на истоку. Масив је висораван која се састоји од ерозионе површине субкамбрија на преткамбријским метаморфним стенама, испрекиданим низом равних врхова гранитних интрузија, који укључују планину Идукалн-Тагес (највиша тачка Нигера на 2022 m), планину Тамгак (1988 m), планину Гребон (1944 m), Адрар Боус, Фадеј, Чириет, Тагмерт, Агуерагуер, Такалоукоузет и Гоундај.
Масив садржи вулканске карактеристике укључујући изумрлу калдеру Аракао, кенозојске токове лаве састава од хавајита до трахита, вулканске купе, прстенове од туфа и један од највећих система прстенастих насипа на свету. У Ајзоузаоенехеу се налазе мермерне Плаве планине, а доња долина Загадо окружена је белим мермерним брдима. Јединице карбонског пешчара и угља у басену Јулемеден, западно од масива, садрже минерализацију уранијума која потиче из гранита масива.

## Клима
Због своје надморске висине (у просеку између 500 и 900 m) и упркос малим падавинама (50 до 160 mm/годишње на нижој висоравни), Аир чини зелену област у поређењу са околним пустињама, посебно после августа–септембра сезонске кише. Клима је класификована као Сахел, као и она у регионима на југу. Док су планине углавном без вегетације, суве долине вади реке (познате по хауском термину „Кори“) каналишу и држе кишницу у гуелтама (каменим базенима, попут оног у близини града Тимија), стварајући оазе које обезбеђују храну за животиње, а у неким областима могућа је и пољопривреда. Висока висораван Багзане у централном Аиру посебно обезбеђује адекватне падавине за интензивну пољопривреду. Друге, протране области у региону су потпуно лишене биљног света и својим вулканским избочинама и стеновитим пољима представљају онострани изглед.

## Вегетација
Више од 430 васкуларних врста је до сада забележено у планинама Аир.. Локација Аира као јужног продужетка планинског ланца Хогар чини га везом између сахарске и сахелске флоре. Међутим, присуство планина до 2000 m висине ствара локално повољне услове за неколико врста Суданске зоне и Медитеранске зоне.
Током 20. века низ научних мисија у Аиру је омогућио да се идентификује већина биљних врста које се развијају у Аиру Vachellia tortilis, subsp. raddiana (afagag) и Balanites aegyptiaca (aborak) су међу најчешћим врстама дрвећа у међупланинском појасу. У близини привремених река по имену корис, врсте попут Vachellia nilotica, Faidherbia albida и палме Hyphaene thebaica коегзистирају са сортама урме (Phoenix dactylifera). Озбиљне суше и велика аридност учинили су међупланинску зону Аира посебно тешким местом за развој биљака. Додатно присуство домаћих биљоједа довело је до озбиљног дефицита у регенерацији дрвећа, што је наведено као велики еколошки проблем. Уочено је да се регенерација дрвећа појачава чим су саднице дрвећа заштићене великим грмовима честе траве Panicum turgidum. Ова позитивна интеракција између биљака представља обећавајуће средство за рестаурацију које може да користи локално становништво.
Ова планинска подручја су документована у веома малој мери. На висоравнима су описане тропске врсте дрвећа мање отпорне на сушу, међу којима су Fabaceae Senegalia laeta и Vachellia seyal. Квезел је приметио присуство ретког ендемског таксона повезаног са маслином у северном сектору Аира. Недавно је овај таксон, Olea europaea subsp. laperrinei, пронађен у другим планинама Аира: оне веома изоловане, мале популације представљају јужну границу дистрибуције врста.
Студија вођена на падинама највишег врха Аира, планине Идоукалн-Тагес (2022 m надморске висине), идентификовала је биљне врсте које никада раније нису биле пописане у Нигеру. Међу њима, Pachycymbium decaisneanum, Cleome aculeata, Echinops mildbraedii и Indigofera nummularia су тропске врсте са релативно ниском отпорношћу на водени стрес, док Silene lynesii, Tephrosia elegans, и Echinops mildbraedii имају сахарско-медитеранску распрострањеност. Три папрати су први пут пронађене у Аиру недавно, Cheilanthes coriacea, Actiniopteris radiata, и Ophioglossum polyphyllum, што сугерише да би папрати могле бити склоније развоју у сушним срединама него што се обично предлаже. Сви ови подаци сведоче о изразитој планинској климатској специфичности у Аиру, са позитивним утицајем на богатство врста и разноврсност врста. Због своје јаке географске изолације унутар сахарске матрице, ове врсте имају високу конзервациону вредност.

## Историја
Аир је познат по својој каменој уметности, која датира од око 6000. п. н. е. до око 1000. године. Током афричког влажног периода, регион је био пасторално подручје, што илуструју слике говеда и великих сисара. Током 3. миленијума пре нове ере, међутим, почео је процес дезертификације и Туарези су са севера мигрирали у овај регион. Каснија уметност индицира рат, приказујући коње и кола. Конкретно, пет метара високе резбарије „Дабоске жирафе” откривене 1999. године су међународно познате. Пећинска уметност у региону је претежно клесање камена, у почетку са оштрим каменом, а од око 1200. године пре нове ере можда и металом.
Када су племена Туарега била потиснула на југ од стране арапских освајача у осмом и деветом веку, у јужном Аиру је било гобирских Хауса. Низ туарешких Кела је контролисао ово подручје најмање од дванаестог века. Агадез, као и Ин-Гал на истоку, били су најудаљеније испоставе Сонгајског царства почетком 15. века. У шеснаестом веку ова област потпада под новостворени туарешки Султанат од Агадеза, и тако остаје до доласка Француза крајем 19. века.
Појава Француза ослабила је туарешке Келсе и изазвала сукобе и отпор колонијализму. Од 1880-их, напади Тоубуа су учестали, а када се туарег Аг Мохамед Вај Тегуида Каоцен 1917. дигао против Француза, многи градови су уништени на његовом путу до опсаде Агадеза. Када су Французи поново заузели Агадез, брутална казнена експедиција кроз Аир оставила је многа раније насељена места напуштеним, подизаним од стране Каосена и Француза више пута.

## Галерија
- Вулканске стене Багзанеа
- Долина Тимија
- Плаве стене